# (28346) Kent
(28346) Kent est un astéroïde de la ceinture principale.

## Description
(28346) Kent est un astéroïde de la ceinture principale. Il fut découvert le 19 mars 1999 à Fountain Hills (Arizona) par Charles W. Juels. Il présente une orbite caractérisée par un demi-grand axe de 2,74 UA, une excentricité de 0,13 et une inclinaison de 9,2° par rapport à l'écliptique.

## Compléments